# Hermes La Haye
 (avril 2013).
Si vous disposez d'ouvrages ou d'articles de référence ou si vous connaissez des sites web de qualité traitant du thème abordé ici, merci de compléter l'article en donnant les références utiles à sa vérifiabilité et en les liant à la section « Notes et références ».
Le Hermes Den Haag est un ancien club hollandais de handball situé à La Haye. 

## Palmarès
- Championnat des Pays-Bas (1) : 1978
- Coupe des Pays-Bas (2) : 1990, 1991